# 八度原则
八度原则是在共性实践中为自然音阶配置和声的一种方式。它源于数字低音。八度原则也是标记低音声部的基础。 八度原则首先于17世纪为琉特琴的数字低音论著中提出。上行和下行的低音线条一般配置不同的和声；而且，虽称作“原则”，也有不同和弦的配法。大调和小调音阶有多种版本的记载。 下例是John Hiles为大调音阶配置的和声：